# Gaurotina
Gaurotina is een kevergeslacht uit de familie van de boktorren (Cerambycidae). De wetenschappelijke naam van het geslacht werd voor het eerst geldig gepubliceerd in 1890 door Ganglbauer.

## Soorten
Gaurotina omvat de volgende soorten:
- Gaurotina flavimarginata (Pu, 1992)
- Gaurotina labrangica Danilevsky & Rapuzzi, 1996
- Gaurotina nigroantennata Chen & Chiang, 2000
- Gaurotina nitida Gressitt, 1951
- Gaurotina piligera (Pu, 1992)
- Gaurotina pulchra Holzschuh, 1991
- Gaurotina sichotensis (Plavilstshikov, 1958)
- Gaurotina superba Ganglbauer, 1890